# Episodi di Cin cin (seconda stagione)
La seconda stagione della serie televisiva Cin cin è andata in onda negli USA dal 29 settembre 1983 al 10 maggio 1984 sul canale NBC.
Con una media di telespettatori stimati di 16 640 000 ha raggiunto il 34º posto nella classifica degli ascolti secondo il Nielsen Rating.
| nº | Titolo originale                         | Titolo italiano          | Prima TV USA      | Prima TV Italia |
| -- | ---------------------------------------- | ------------------------ | ----------------- | --------------- |
| 1  | Power Play                               | L'equilibrio del potere  | 29 settembre 1983 |                 |
| 2  | Little Sister Don't Cha                  | La sorellina di Carla    | 13 ottobre 1983   |                 |
| 3  | Personal Business                        | Affari personali         | 20 ottobre 1983   |                 |
| 4  | Homicidal Ham                            | Otello in erba           | 27 ottobre 1983   |                 |
| 5  | Sumner's Return                          | Il ritorno di Sumner     | 3 novembre 1983   |                 |
| 6  | Affairs of the Heart                     | Affari di cuore          | 10 novembre 1983  |                 |
| 7  | Old Flames                               | Vecchi amori             | 17 novembre 1983  |                 |
| 8  | Manager Coach                            | La squadra ribelle       | 24 novembre 1983  |                 |
| 9  | They Called Me Mayday                    | La biografia di Sam      | 1º dicembre 1983  |                 |
| 10 | How Do I Love Thee, Let Me Call You Back | La separazione           | 8 dicembre 1983   |                 |
| 11 | Just Three Friends                       | Un trio esplosivo        | 15 dicembre 1983  |                 |
| 12 | Where There's a Will...                  | Il testamento            | 22 dicembre 1983  |                 |
| 13 | Battle of the Exes                       | Il matrimonio            | 5 gennaio 1984    |                 |
| 14 | No Help Wanted                           | Un nuovo lavoro per Norm | 12 gennaio 1984   |                 |
| 15 | And Coachie Makes Three                  | Il terzo incomodo        | 19 gennaio 1984   |                 |
| 16 | Cliff's Rocky Moment                     | Una dura prova per Cliff | 26 gennaio 1984   |                 |
| 17 | Fortune and Men's Weight                 | Il peso del destino      | 2 febbraio 1984   |                 |
| 18 | Snow Job                                 | Un weekend nel Vermont   | 9 febbraio 1984   |                 |
| 19 | Coach Buries a Grudge                    | Il perdono               | 16 febbraio 1984  |                 |
| 20 | Norman's Conquest                        | Il risveglio di Norm     | 23 febbraio 1984  |                 |
| 21 | I'll Be Seeing You, part 1               | Il ritratto (parte 1)    | 3 maggio 1984     |                 |
| 22 | I'll Be Seeing You, part 2               | Il ritratto (parte 2)    | 10 maggio 1984    |                 |